# Tennenlohe

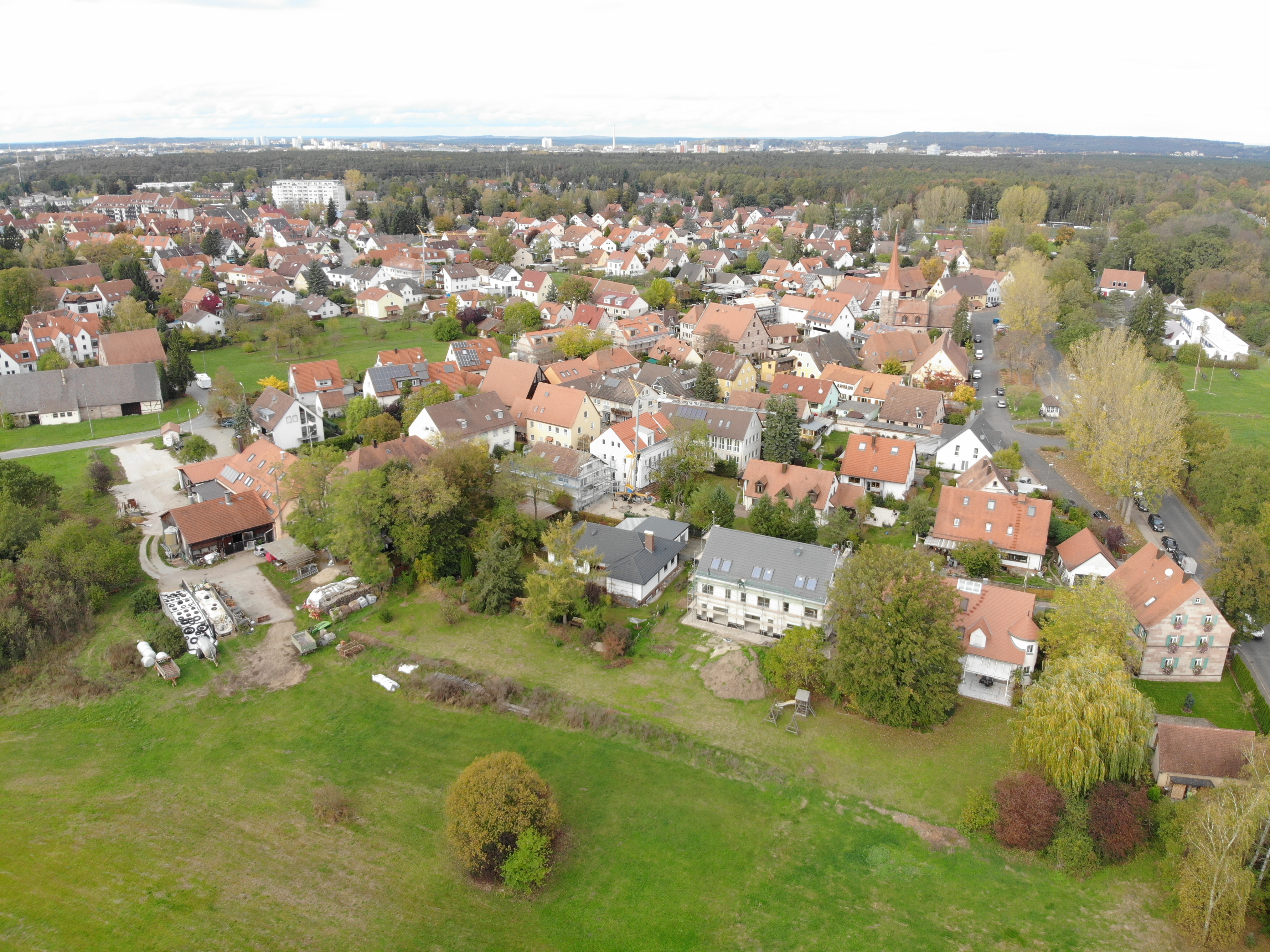
Tennenlohe Ortskern Luftaufnahme (2019)

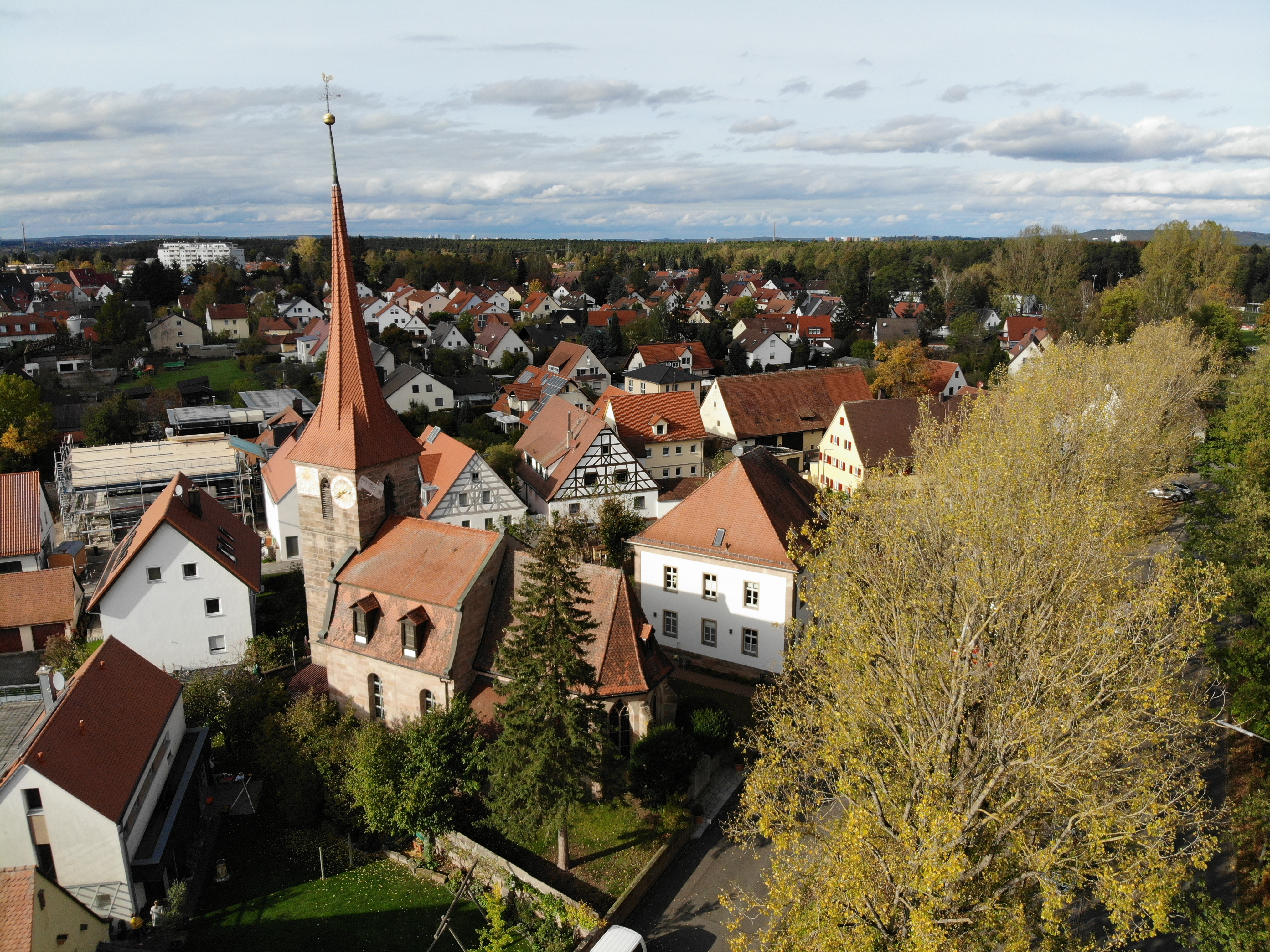
Der Ortskern von Tennenlohe, im Vordergrund die Kirche St. Maria Magdalena (2019)

Tennenlohe, im Dialekt auch Dennalouh ausgesprochen, ist eine Gemarkung und ein Statistischer Bezirk im Stadtteil Südost der kreisfreien Stadt Erlangen im bayerischen Regierungsbezirk Mittelfranken. Bis zur 1972 erfolgten Eingemeindung war Tennenlohe eine eigenständige Gemeinde im Landkreis Erlangen. Der Statistische Bezirk 52, der einen Großteil der Gemarkung Tennenlohe umfasst, hat etwa 4.500 Einwohner.

## Lage und Umgebung
Das Pfarrdorf liegt im Knoblauchsland sieben Kilometer südlich der Stadt Erlangen an der Bundesautobahn 3 und der Bundesstraße 4, die Distanz nach Nürnberg beträgt zehn Kilometer. Nördlich von Tennenlohe erstreckt sich das Waldgebiet Brucker Lache bis an die Erlanger Innenstadt und bis nach Bruck. Hier liegt auch das Walderlebniszentrum Tennenlohe, eines von fünf Walderlebniszentren der Bayerischen Forstverwaltung. Das Walderlebniszentrum bietet neben einem Waldmuseum mit Ausstellungen zur Geschichte des Sebalder Reichswalds sowie zu Flora und Fauna der Wälder auch einen Naturerlebnispfad mit verschiedenen Stationen wie Zapfenwerfen, Tierweitsprung oder einem Waldlabyrinth, der auch außerhalb der Öffnungszeiten des Zentrums benutzt werden kann. Östlich des Ortes befindet sich das Naturschutzgebiet Tennenloher Forst, welches nicht nur von den Bewohnern Tennenlohes gerne als Erholungsgebiet zum Wandern und Radfahren genutzt wird. Etwa 80 Kunstwerke sind in und um den Erlanger Kunstvorort Tennenlohe zu entdecken.
Nachbarorte
|                       | Erlangen (7 km)                       |                   |
| Eltersdorf (2,5 km)   |                                       | Kalchreuth (7 km) |
| Kleingründlach (3 km) | Großgründlach (3 km) Nürnberg (10 km) | Reutles (2 km)    |

## Geschichte

### Entstehung
Tennenlohe wurde erstmals 1265 urkundlich erwähnt. Es handelt sich dabei um eine Urkunde, die den Verkauf eines Guts an das Kloster Engeltal am 23. März 1265 beurkundet. In jenem Dokument wird ein Conradus de Tenninloch als Zeuge benannt. Man darf also davon ausgehen, dass es einen Ort mit dem Namen gegeben hat, welcher durch dieses Geschlecht gegründet wurde. Abgesehen davon ist zum Geschlecht der Tennenloher nicht viel mehr bekannt. Es gab später abermals Nennungen des Namens in Urkunden, hierbei darf jedoch davon ausgegangen werden, dass damit nicht mehr dieses Tennenlohe gemeint war.
Obwohl Tennenlohe als Ort selbst wohl erst im 11./12. Jahrhundert, während der Siedlungsperiode in der um Nürnberg im Sebalder- und Lorenzer Reichswald viele neue Orte entstanden, entstanden sein dürfte, muss es auch vorher schon Menschen in der Umgebung gegeben haben. So hat man aus der jüngeren Steinzeit Steingeräte aus Feuer- oder Hornstein beim Dornberg bei Tennenlohe gefunden.

### Weitere Geschichte
Eine lange Zeit lang war Tennenlohe ein Teil des Territoriums der Reichsstadt Nürnberg, dies ist auch noch am Wappen der Stadt Nürnberg zu erkennen, welches in der Kirche Sankt Maria Magdalena hängt. Tennenlohe lag früher an der Handelsstraße Nürnberg-Bayreuth-Leipzig und war daher ein beliebter Ort zum Rasten für Leute auf der Durchreise.
Die mittelalterliche Kirche St. Maria Magdalena wurde 1766 bis 1768 barock umgestaltet; das Langhaus weist ein Mansarddach auf. Darüber hinaus gibt es in Tennenlohe viele weitere Fachwerkhäuser, die man im historischen Ortskern um die Kirche herum beobachten kann.

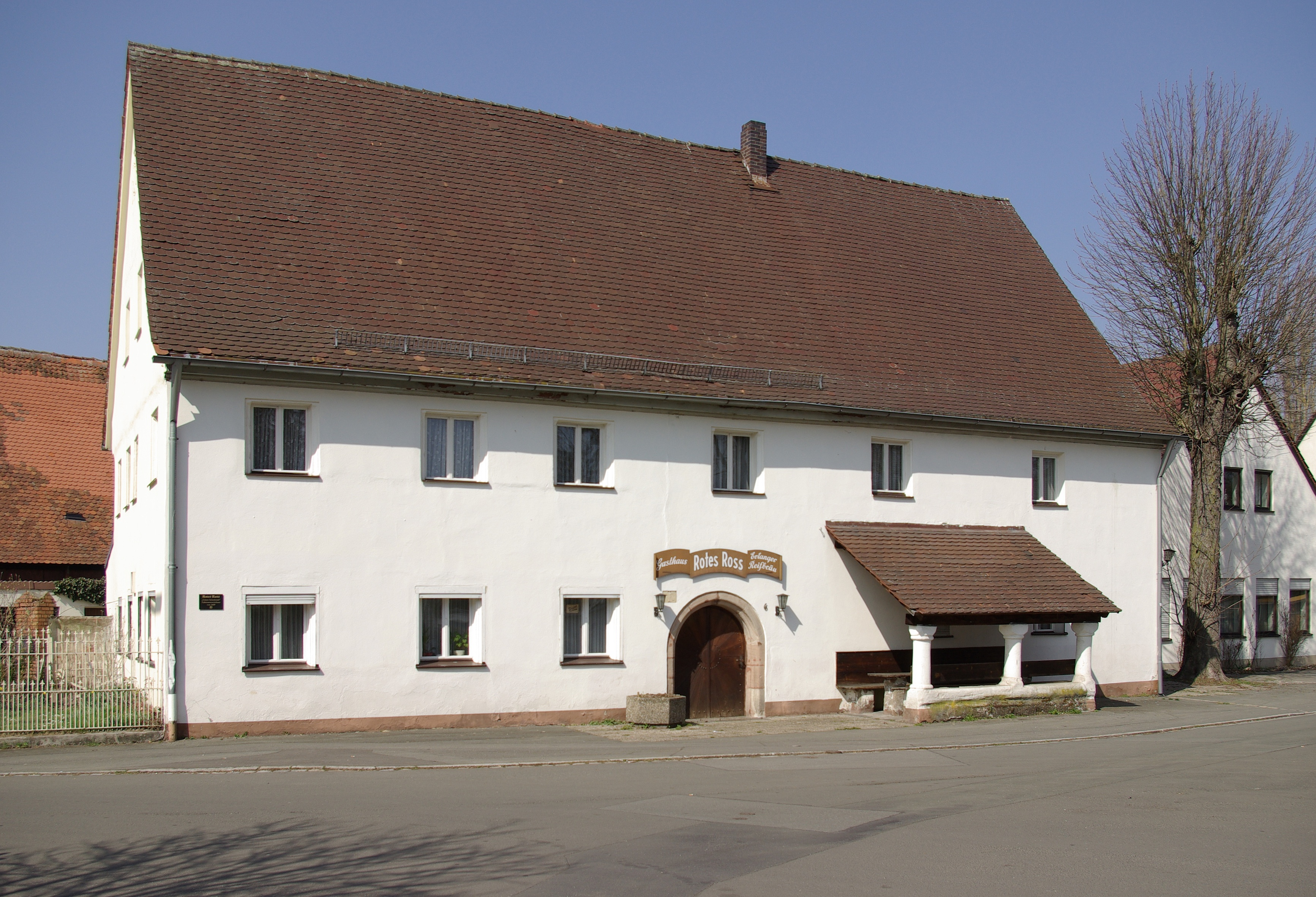
Das Gasthaus „Rotes Ross“ wurde 1609 erbaut und 1984 modernisiert

Nach 1945 entstanden in Tennenlohe zahlreiche neue Wohn- und Gewerbegebiete, insbesondere nach der Fertigstellung der Bundesautobahn 3 von Nürnberg nach Frankfurt 1964. In den 1960er- und 1970er-Jahren entstanden in Tennenlohe sehr viele Reihenhäuser und Mehrfamilienhäuser, hauptsächlich gebaut von den Unternehmen Doma, Heinlein, EBU und der KWG. Die heutige Straße „Böhmlach“ hieß zur damaligen Zeit „Doma-Straße“, da dort ausschließlich Reihenhäuser der Firma Doma gebaut wurden.

### Gebietsreform
Die im Jahre 1967 durch Ministerpräsident Alfons Goppel angekündigte Gebietsreform hatte in erster Linie das Ziel, die kommunale Selbstverwaltung zu stärken und den steigenden Bedürfnissen der Bürger gerecht zu werden. Als Besonderheit kam im Großraum der kreisfreien Städte Nürnberg, Erlangen, Fürth und Schwabach hinzu, dass man eine durchgehende Städteachse ohne eigenständige Gemeinden dazwischen schaffen wollte. Diese Pläne der Staatsregierung sollten einen Konkurrenzkampf zwischen den kleinen Landgemeinden und den großen kreisfreien Städten vermeiden.
Die Pläne der Staatsregierung stießen bei den Tennenloher Bürgern auf großen Unmut. Bei einer Bürgerversammlung stimmten 200 Bürger gegen die Eingemeindung nach Erlangen. Lediglich ein Bürger stimmte für die Eingemeindung. Um diesem Stimmungsbild Rechnung zu tragen und die Eingemeindung zu vermeiden, hat man überlegt, eine Verwaltungsgemeinschaft mit anderen Gemeinden aus dem Landkreis Erlangen zu bilden (Gemeinderat 16. März 1971) oder sich sogar mit der westlich gelegenen Nachbargemeinde Eltersdorf zusammenzuschließen (Gemeinderat 30. Juli 1971).
Sämtliche dieser Bemühungen waren jedoch erfolglos und so wurde die Landgemeinde Tennenlohe am 1. Juli 1972 nach Erlangen eingemeindet. Die zwischen Stadt und Gemeinde verhandelten Eingemeindungsverträge haben festgelegt, wie die Eingemeindung vonstattengehen wird. Festgelegt wurde darin beispielsweise, dass Gebühren für Abfallentsorgung, Straßenreinigung usw. zunächst für 3,5 Jahre weiter gelten. Überdies wurde 1974 auch eine Außenstelle der Erlanger Stadtverwaltung im Sandsteinhäuschen (Branderweg 1) errichtet, welche von Sybila Most bedient wurde. 1976 wurde die Zahl der Amtstage auf zwei pro Woche reduziert, bevor die Verwaltungsstelle 1981 endgültig ihre Türen für die Bürger geschlossen hat.

### Jüngere Vergangenheit

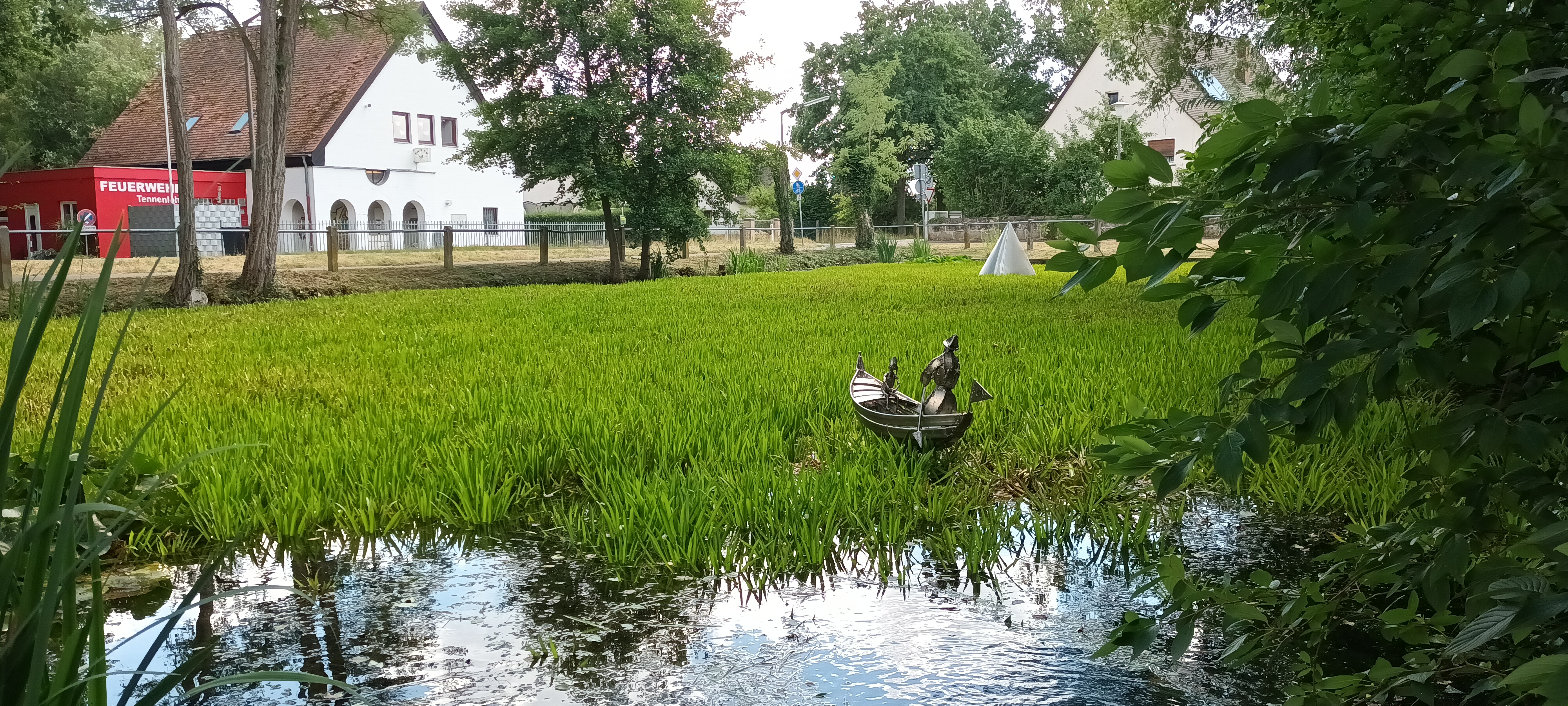
Skulpturenpark und Löschweiher

Tennenlohe ist inzwischen ein Standort des Innovations- und Gründerzentrums Nürnberg-Fürth-Erlangen, des Fraunhofer-Instituts für Integrierte Schaltungen, des Lehrstuhls für Kunststofftechnik sowie neuerdings des geographischen Instituts der Universität Erlangen. Auch die Unternehmenszentrale der Großbäckerei Der Beck sowie etliche Unternehmen der IT-Branche befinden sich in Tennenlohe. Internationale Kunst wird im Skulpturenpark Tennenlohe, 1994 gegründet vom Erlanger Künstler Dieter Erhard, und auf der Skulpturachse Tennenlohe ganzjährig präsentiert.

## Kultur und Vereinsleben

### Lokale Kultur und Dialekt

#### Feste und Traditionen
In Tennenlohe werden traditionelle fränkische Feste gefeiert. Dazu gehört insbesondere die Tennenloher Kerwa, welche für gewöhnlich Mitte August stattfindet. Bestandteil der Feierlichkeiten sind der Bieranstich zur Eröffnung der Kerwa, das Aufstellen des Kerwabaumes, der Kirchweihgottesdienst sowie das Betzenaustanzen. Die Kerwa dauert in der Regel vier Tage.

#### Dialekt
In Tennenlohe spricht man den Nürnberger Dialekt. Es handelt sich dabei um eine Variante des Ostfränkischen. Der Dialekt hat etwa zur Hälfte Merkmale, die aus dem Nordbairischen übernommen sind. Insbesondere die „ou“- und „äi“-Laute findet man hier wieder. Daher lautet die Aussprache des Ortes im Dialekt auch Dennalouh.
Der letzte Bürgermeister der Gemeinde Tennenlohe, Adolf Most, hat in der Ortszeitschrift der SPD Tennenlohe regelmäßig mundartliche Gedichte verfasst, die unter dem Titel „Tennälouher Gwaaf“ erschienen sind. Die Gedichte hat er unter dem Pseudonym „Tennälouher Gerch“ verfasst. Behandelt wurden verschiedene Themen - meist handelte es sich um Aufreger die das Dorf beschäftigte. Des Weiteren ist unter anderem das Kerwa-Lied im lokalen Dialekt verfasst.
Durch den verstärkten Zuzug von Neubürgern, insbesondere im Zeitraum von etwa 1960 bis 1980, ist der Dialekt immer weiter verschwunden. Die ursprüngliche Form, wie sie von alteingesessenen Tennenlohern gesprochen wurde, ist kaum noch zu finden.

#### Vereinsleben
In Tennenlohe gibt es eine Vielzahl von Vereinen. Darunter beispielsweise die Schützengemeinschaft Tennenlohe, die Kärwaburschen und Kärwamadli Tennenlohe e. V., Frankenballon e. V. und viele mehr.
Von besonderer Relevanz sind der Sportverein Tennenlohe sowie der Arbeitskreis Tennenlohe des Heimat- und Geschichtsvereins Erlangen.

## Verkehr und Infrastruktur

### Verkehr
Gemeindeverbindungsstraßen verbinden Tennenlohe mit Großgründlach und Reutles. Die Äußere-Tennenloher-Str. führt nordwestlich nach Bruck. Die Kreisstraße ER 3 verbindet Tennenlohe in Richtung Westen mit Eltersdorf und nach Osten mit der Kurt-Schumacher-Str. und der B4. Letztere führt in nördliche Richtung nach Erlangen und in Richtung Süden nach Nürnberg. Über die Anschlussstelle 84 Erlangen-Tennenlohe ist der Ort an die A3 angebunden.
In Tennenlohe verkehren vier Buslinien. Die Buslinie 295 verbindet Tennenlohe auf kurzem Weg mit der Erlanger Kernstadt. Die Linie 290 führt über Reutles, Großgründlach und Boxdorf nach Nürnberg am Wegfeld und in andere Richtung über Bruck bis zum Erlanger Waldkrankenhaus. Die Linie 20 fährt über die technische Fakultät der FAU zu den Erlanger Arcaden und in der anderen Richtung nach Nürnberg am Wegfeld. An der Haltestelle am Wegfeld besteht Anschluss an die Straßenbahn Nürnberg. Im Rahmen der Stadt-Umland-Bahn ist auch eine Anbindung Tennenlohes an die Straßenbahn geplant. Darüber hinaus besteht an Wochenenden eine Nachtbusverbindung mit der Linie N10.
Der nächstgelegene Bahnhaltepunkt befindet sich in Eltersdorf.

### Infrastruktur
In Tennenlohe gibt es einen Supermarkt und einen Discounter. Die Großbäckerei Der Beck betreibt zwei Filialen im Ort. Des Weiteren gibt es eine Apotheke sowie mehrere Haus- und Zahnärzte. Jeweils ein evangelischer und ein katholischer Kindergarten sowie eine Grundschule befinden sich auch im Ort.

## Bildergalerie

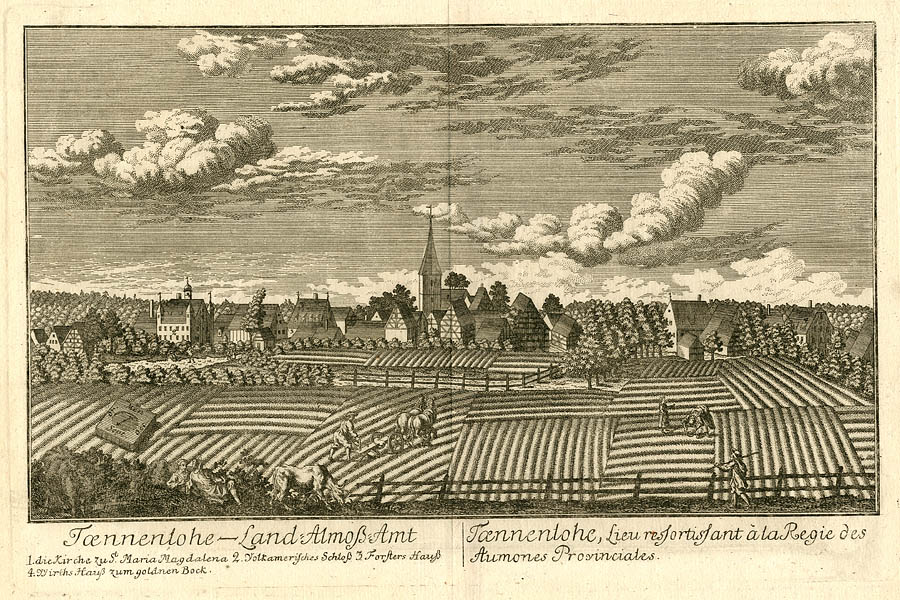
Tennenlohe, Illustration um 1759
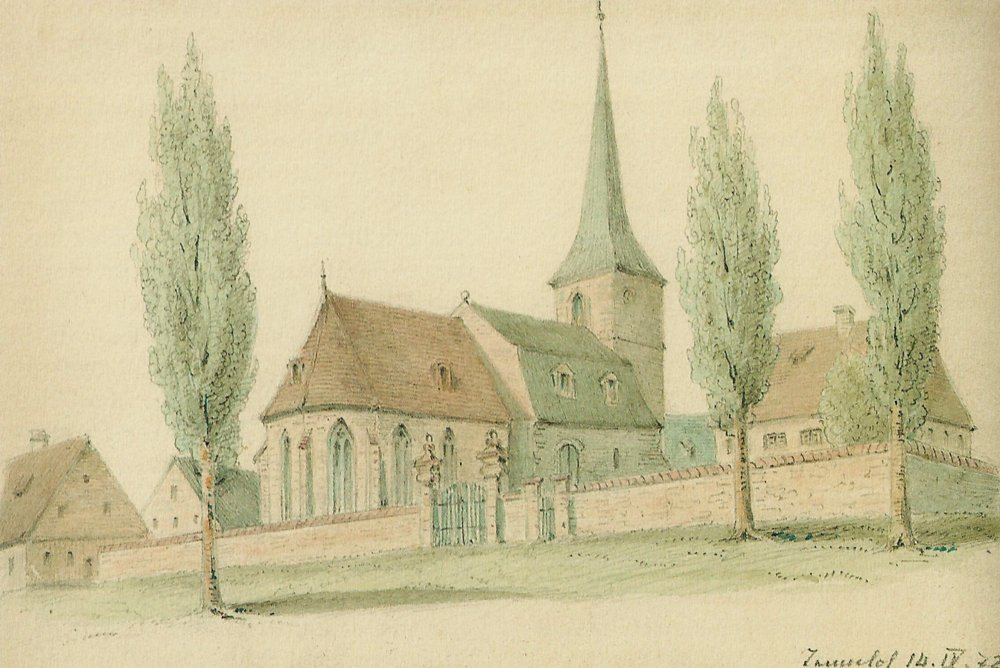
Kirche St. Maria Magdalena, aquarellierte Bleistiftzeichnung 1872
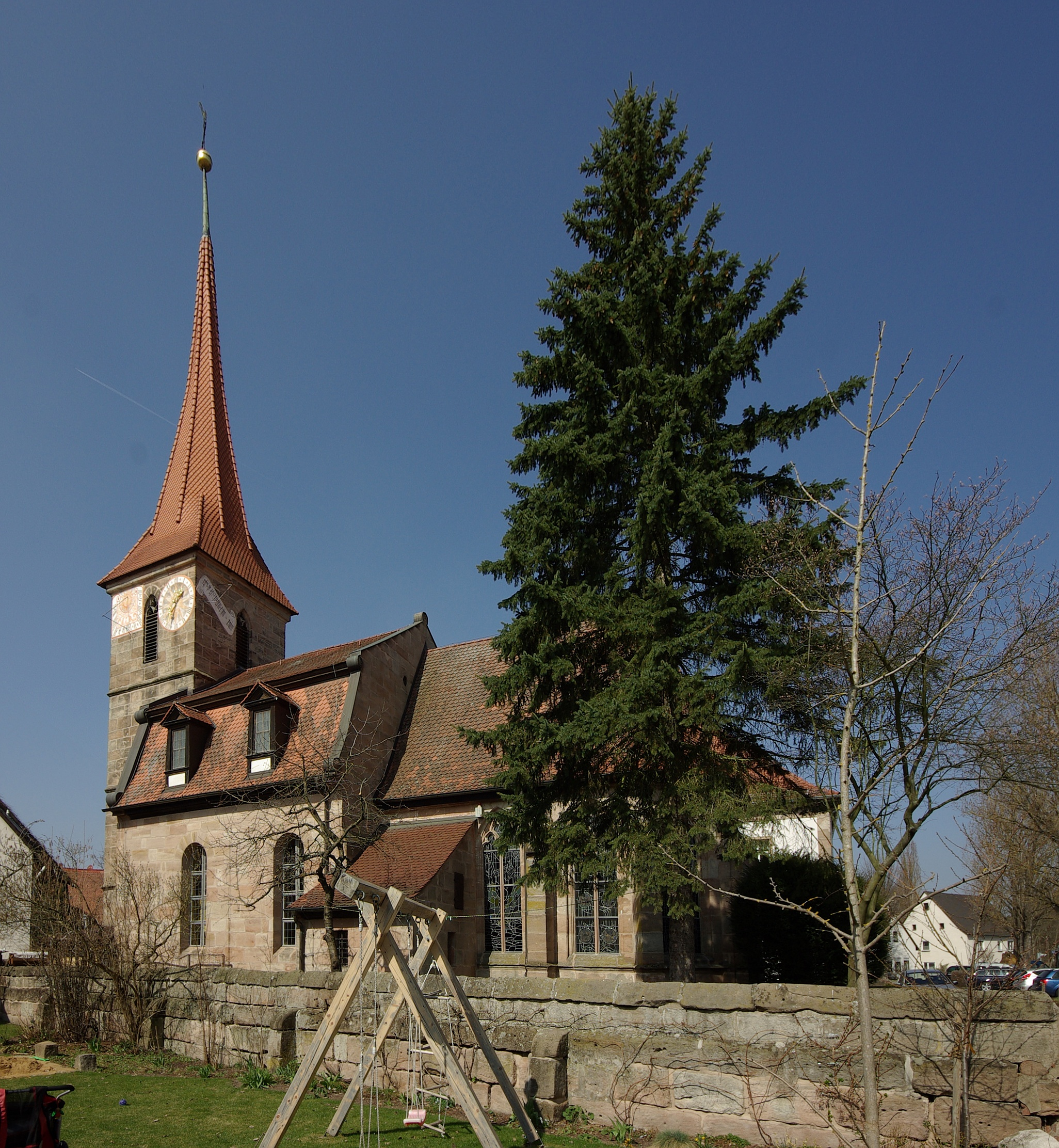
Kirche St. Maria Magdalena, 2011
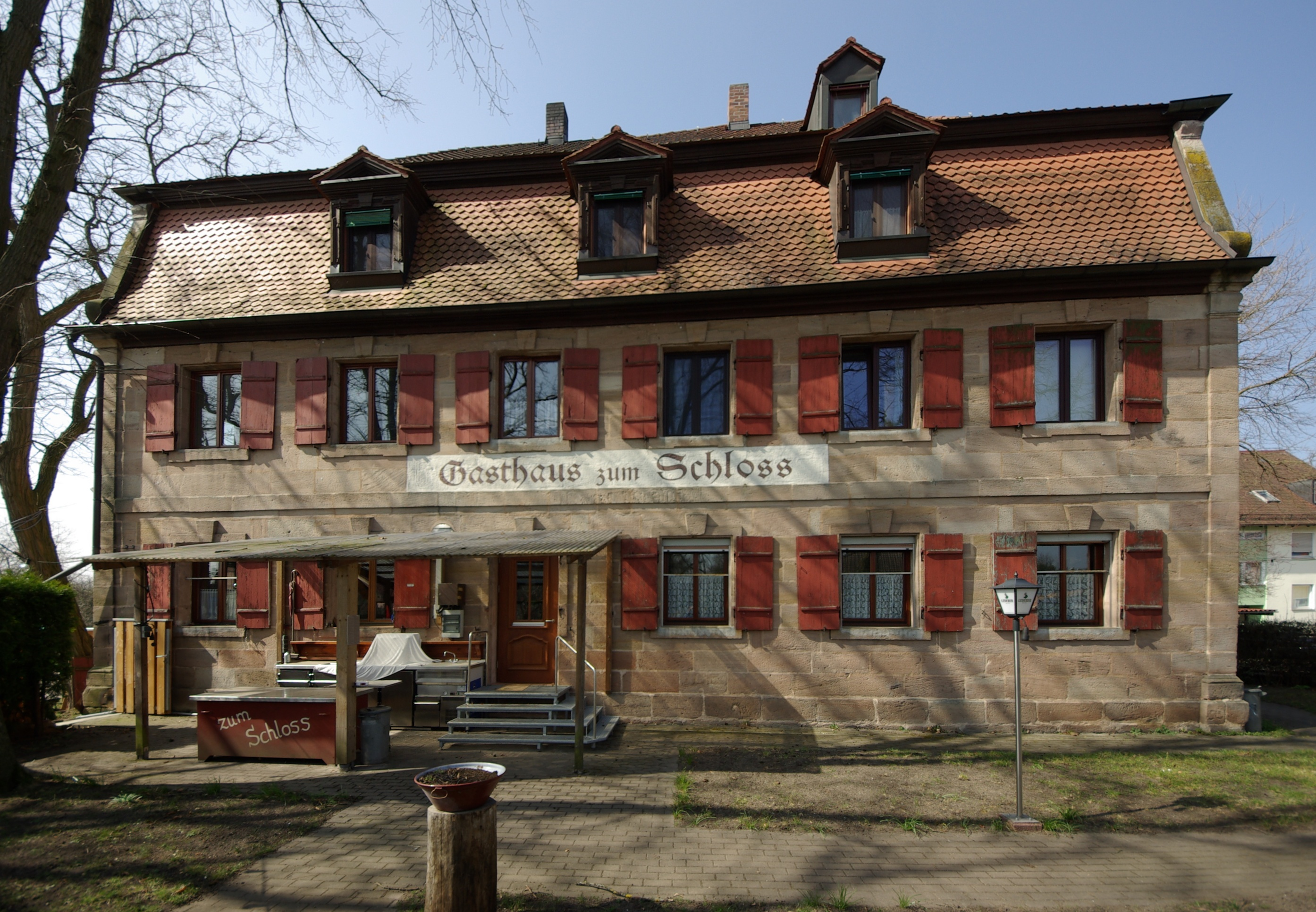
Schloss Tennenlohe, ehemaliger Herrensitz der Volckamer, 2011
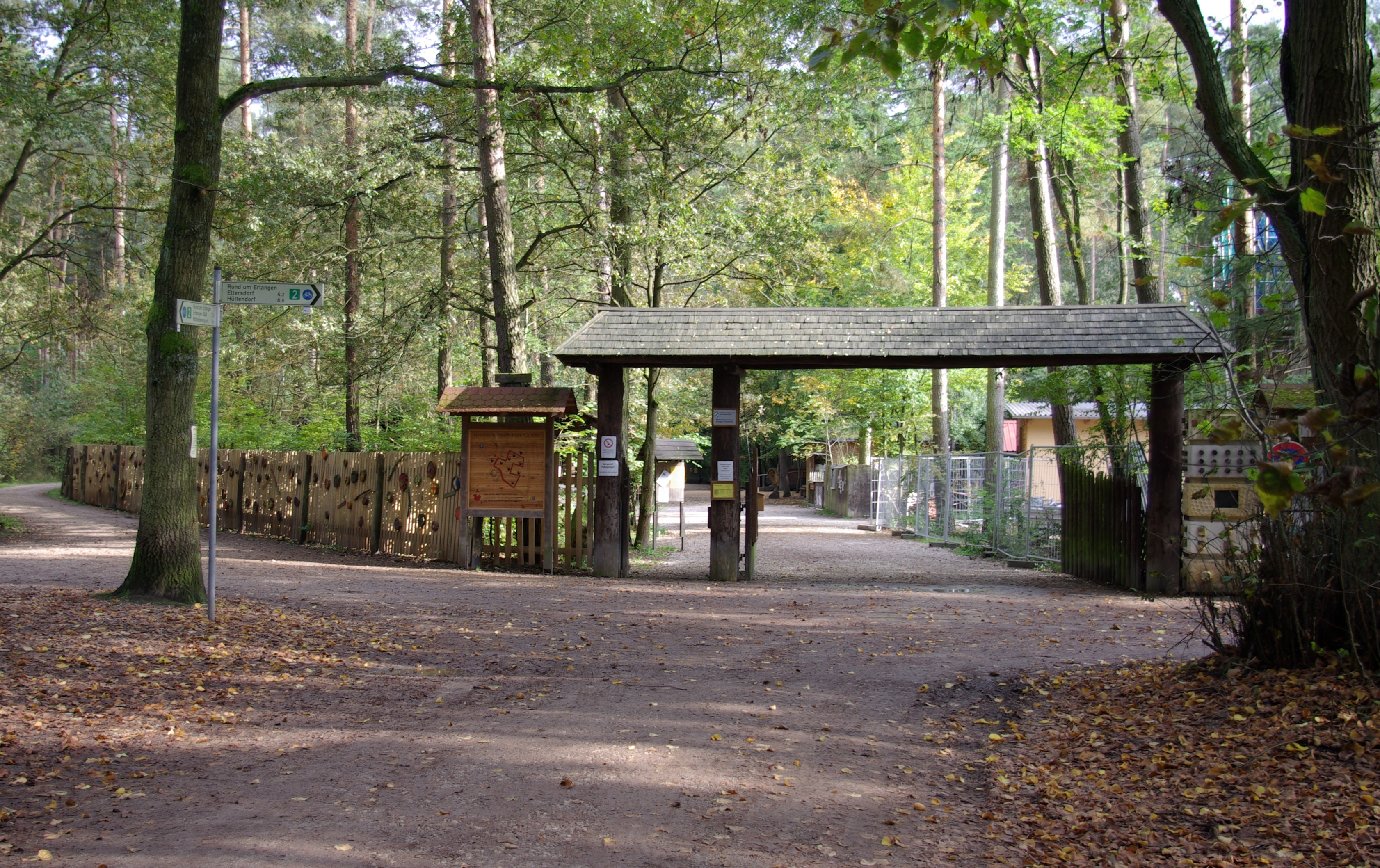
Das Walderlebniszentrum, 2010
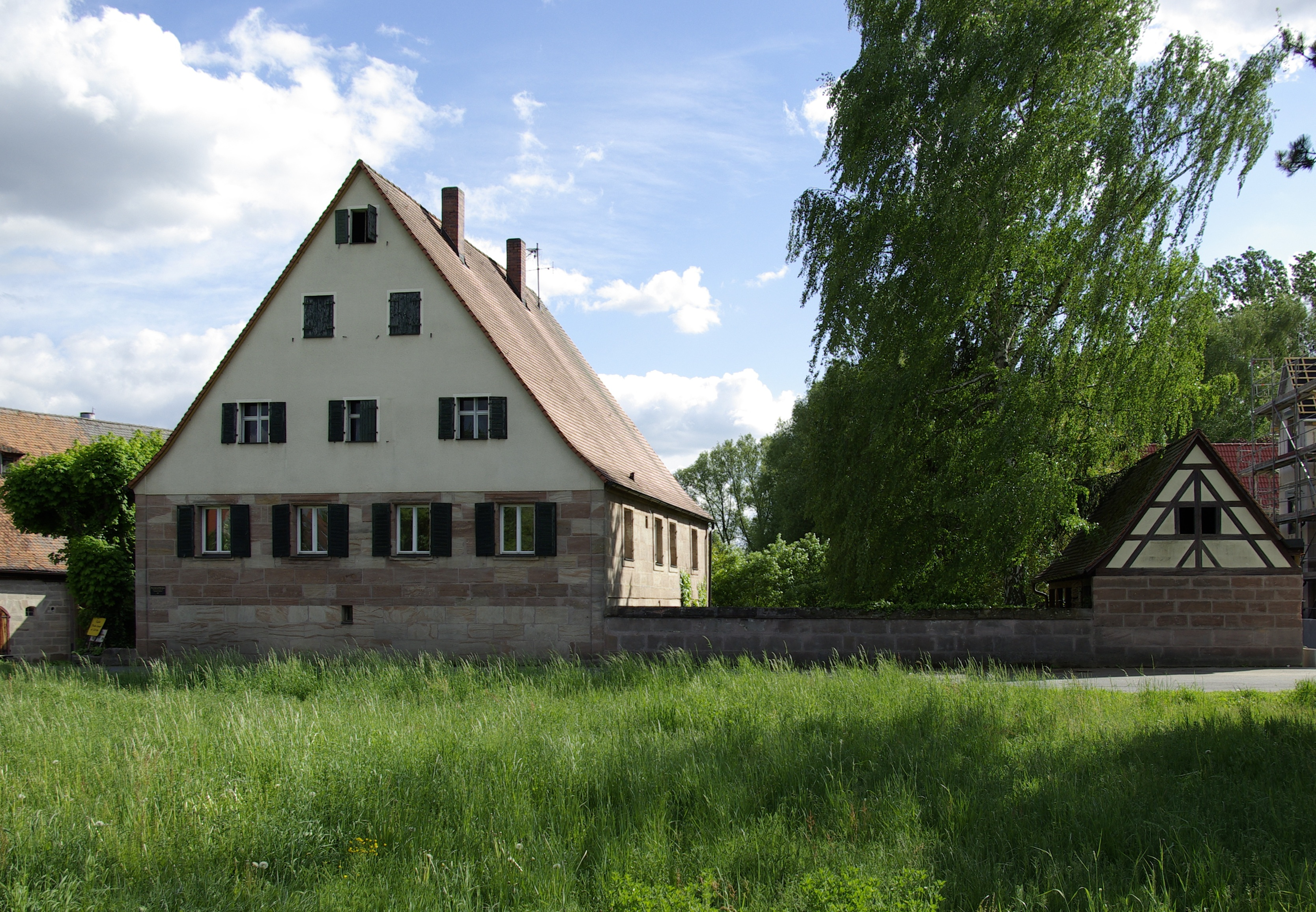
Herringhof in Tennenlohe – Ein klassischer Dreiseitenhof
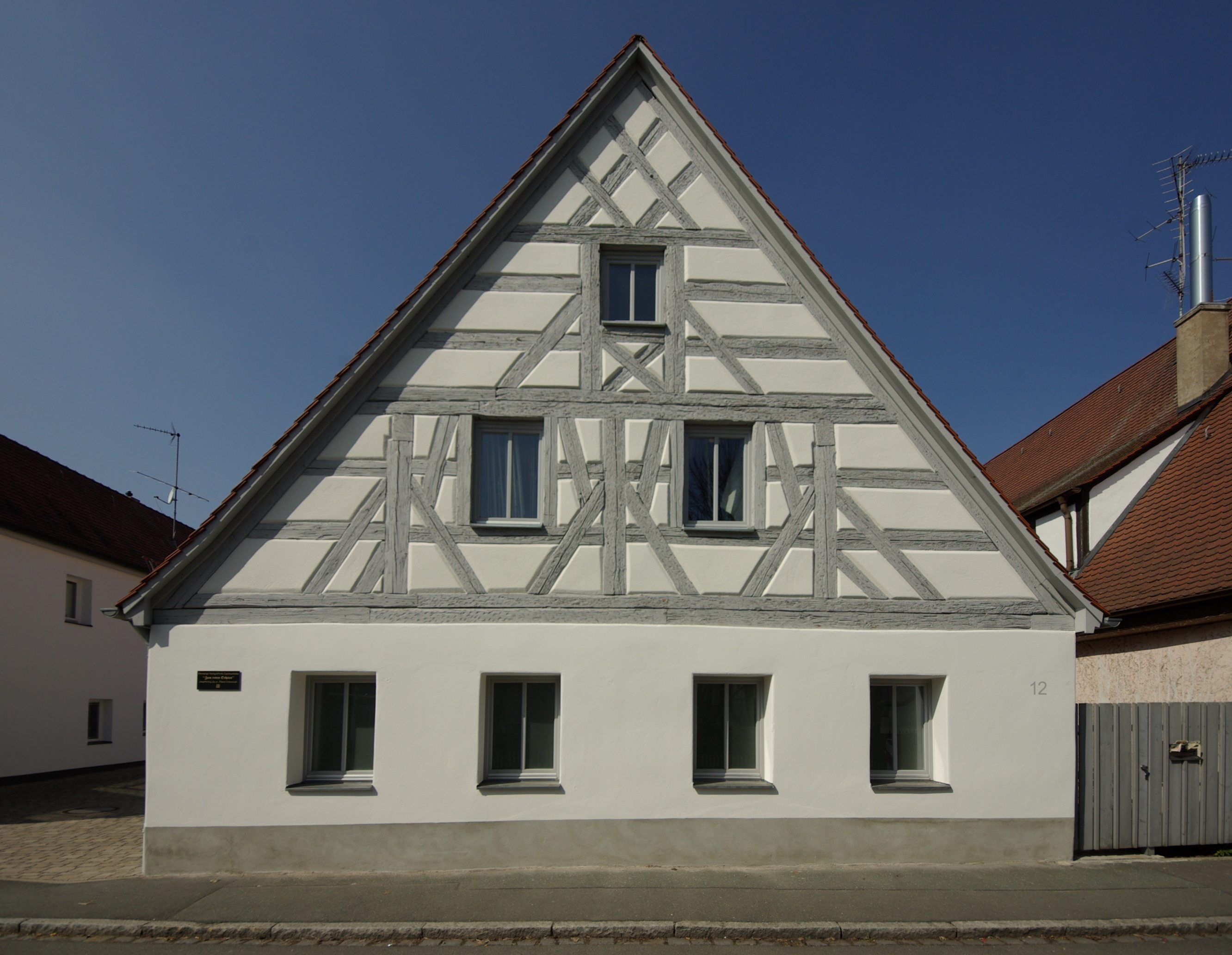
Altes Fachwerkhaus im Branderweg
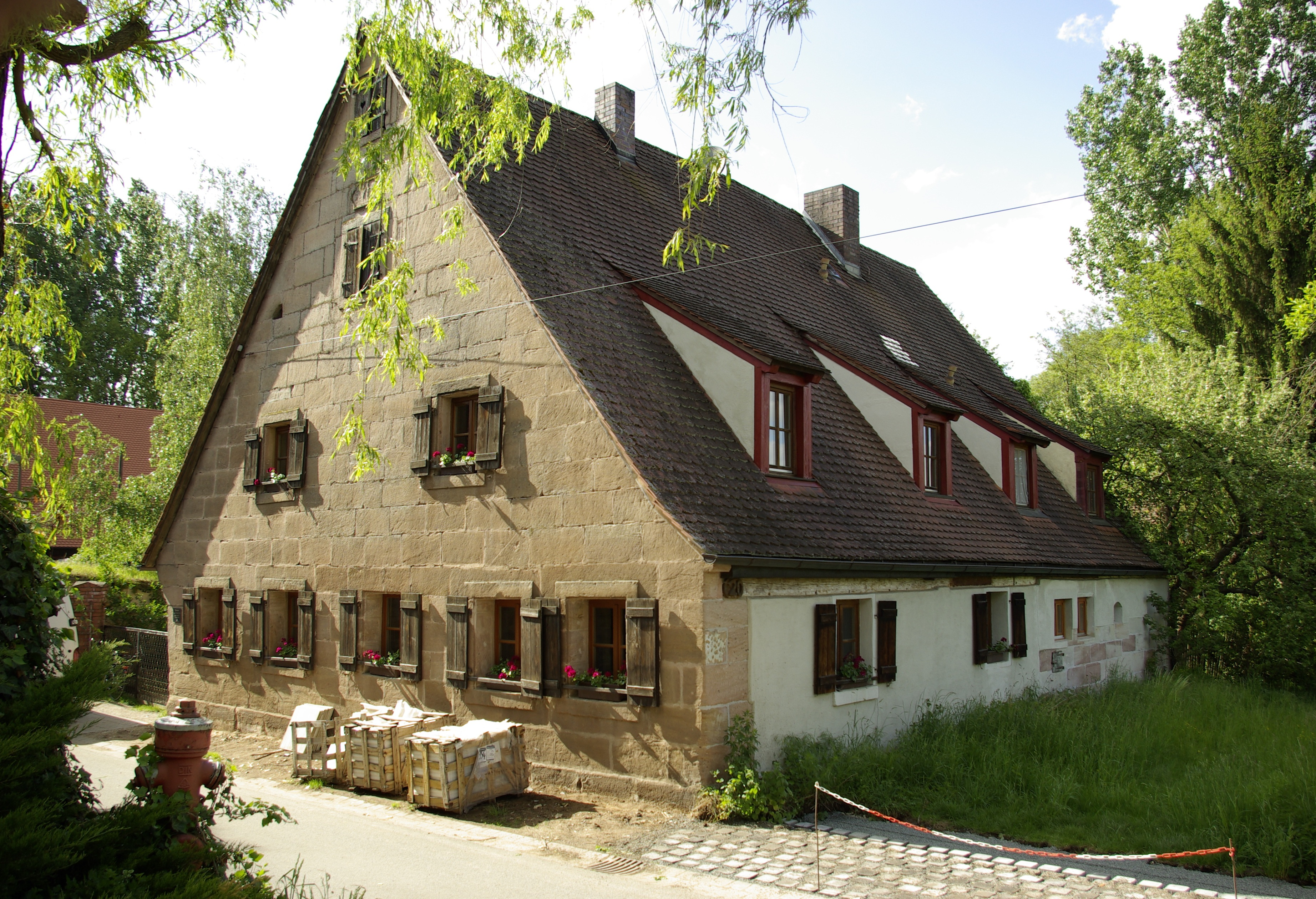
Altes Bauernhaus in der Gründlacher Straße
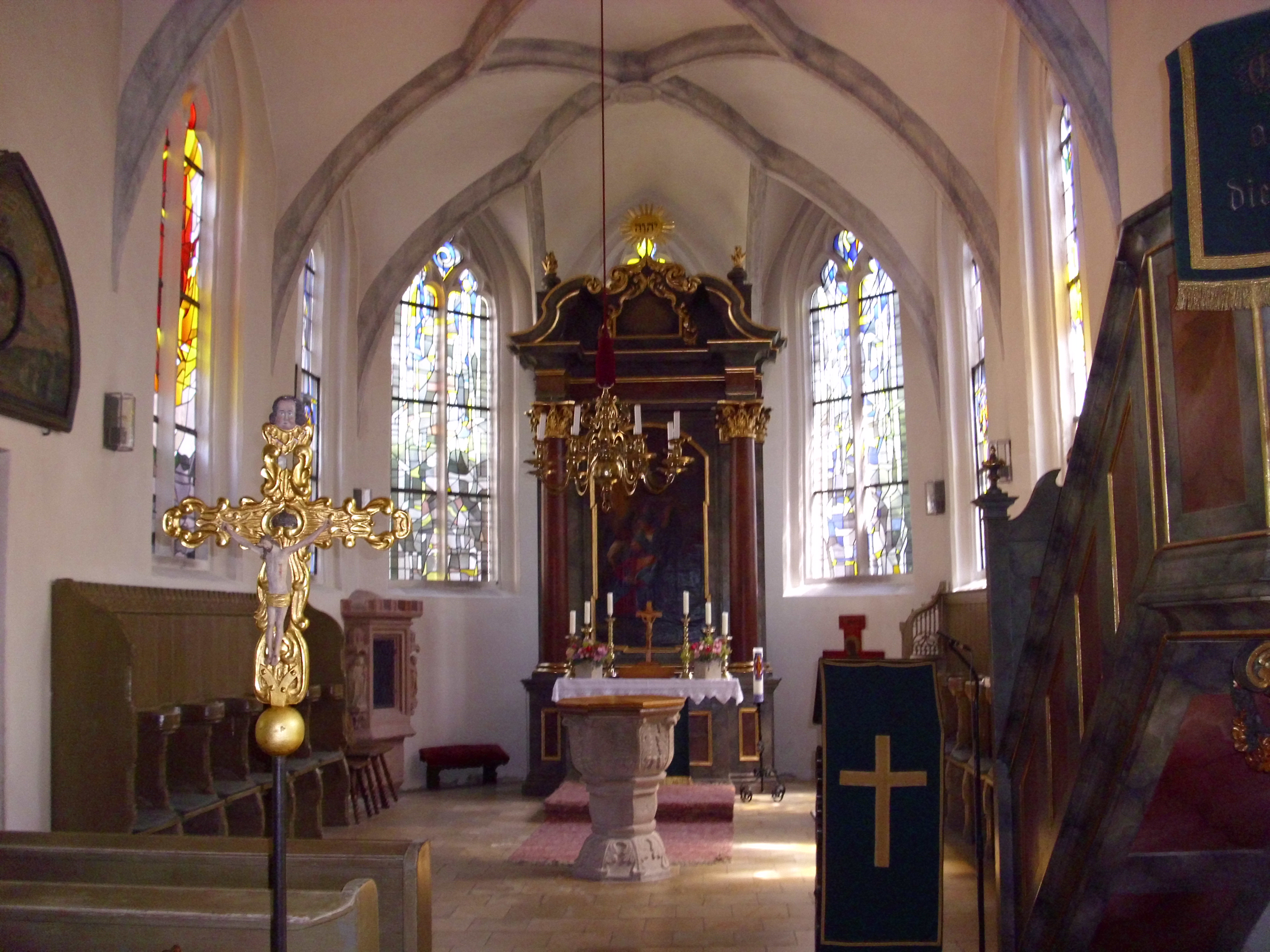
Innenansicht der Kirche St. Maria Magdalena
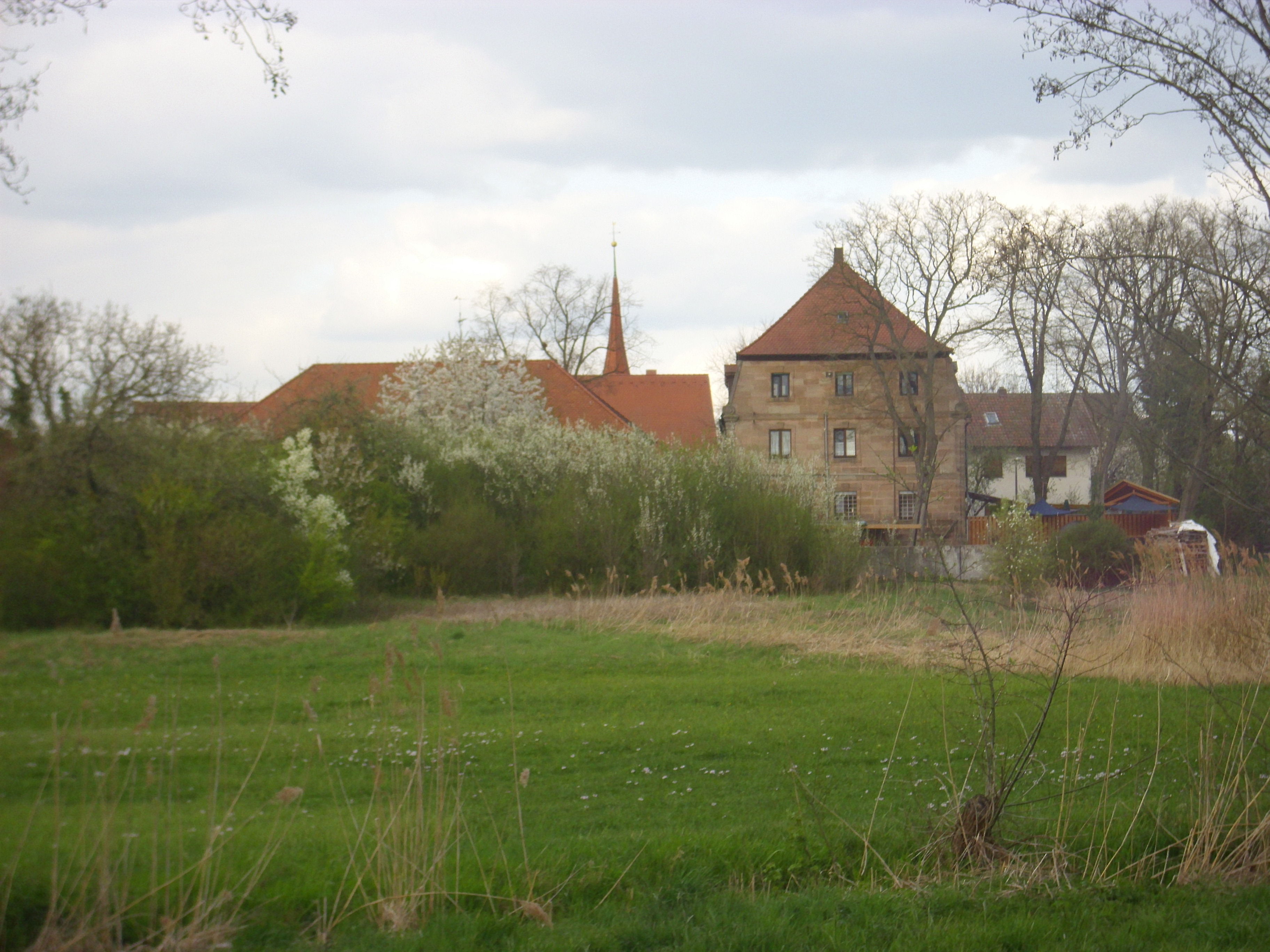
Südansicht alter Ortskern

## Söhne und Töchter des Ortes
- Johann von Herring (1758–1836), österreichischer Unternehmer
- Ernst Johann von Herring-Frankensdorf (1816–1871), österreichischer Unternehmer und Mitglied des Mährischen Landtages
- Peter Greve (1910–1983), Bildhauer und Maler